# 洛林號戰列艦 (法國)
洛林號戰列艦（法語：Lorraine）是布列塔尼级三號艦，其姊妹艦為布列塔尼號與普羅旺斯號。本艦於1912年8月1日在聖納澤爾彭霍特船塢與造船廠放置龍骨，1913年9月30日時下水，並在1916年3月10日正式在法國海軍服役。其艦名取自於前法國洛林大區，主砲採用10門340（13英寸）口徑火砲，並配置在5座二聯裝砲塔內，最大航速為20節（37每小時；23英里每小時）。
洛林號的服役生涯大多在地中海度過；第一次世界大戰期間，洛林號編入法國地中海艦隊，並隨隊駐防在科孚島，阻止奧匈帝國海軍突破亞得里亞海。然而奧匈帝國海軍的艦隊不常出港，使得洛林號較無建樹。在戰間期，洛林號經歷4次改裝，艦舯砲塔於最後一次改裝時移除，並設置艦載機起飛設施，不過該設施在1943年被移除。
第二次世界大戰爆發後，洛林號將國內一部分儲備金條從本土運至百慕達，隨後返回東地中海海域與英國皇家海軍一同作戰。當法國於1940年7月向納粹德國投降後，洛林號隨駐紮在亞歷山大港的法國艦隊一同解除武裝，並交由英國皇家海軍監管。1942年12月後，洛林號加入自由法國海軍，並在龍騎兵行動與拉羅歇爾包圍戰中以砲火支援聯軍。戰後，洛林號成為布列塔尼级中，唯一一艘安然度過2次大戰的軍艦，並轉為訓練艦與兵營艦。1953年2月17日，洛林號正式從法國海軍除役，並在隔年拆解。

## 設計

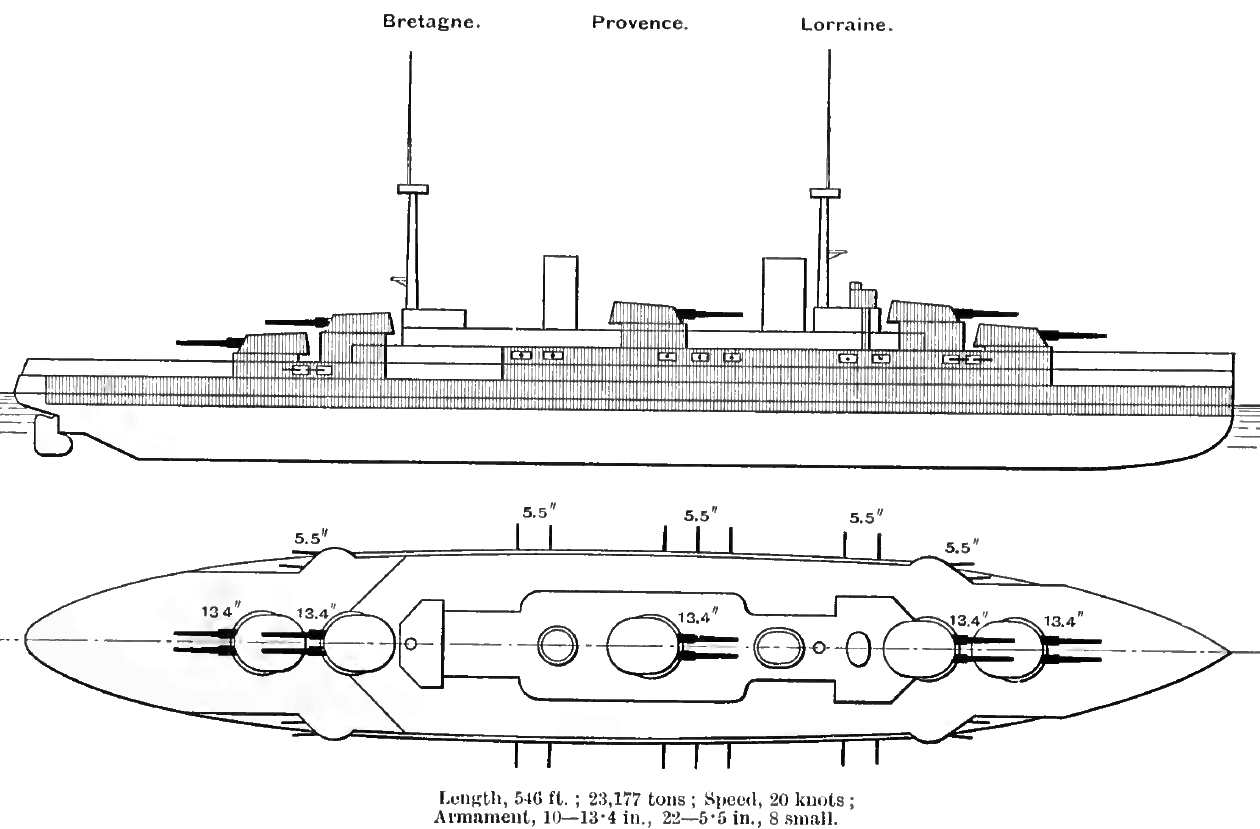
布列塔尼級描繪圖，出自1915年的布拉希海軍年鑑（Brassey's Naval Annual）。

洛林號船體全長166（544英尺7英寸）、船寬26.9（88英尺）、滿載時吃水深度約9.8（32英尺）；標準排水量為23,230公噸（22,860長噸），滿載排水量約落在25,000公噸（25,000長噸；28,000短噸），艦上可容納1124至1133名人員。本艦推進系統採用四軸帕森型蒸汽渦輪發動機與24組奧蓋特·迪·湯普勒（Guyot du Temple）式水管鍋爐，動力輸出為29,000匹軸馬力（22,000千瓦特），航速達20節（37每小時；23英里每小時），可裝載2,680公噸（2,640長噸；2,950短噸）燃煤。當在10節（19每小時；12英里每小時）航速下巡航時，其續行距離達4,700海里（8,700；5,400英里）。
主要武器部分，洛林號採用10門340公釐45倍徑1912年式主砲，並裝設在5座二聯裝砲塔內，所有砲塔全配置於船軸線上，同時以背負式布局於船艏與船艉各配置2座砲塔，船舯另有1座主砲塔。在洛林號於1916年完工後，船舯的砲塔因故而延後至1917年1月才將主砲安裝上去。22門138公釐口徑1910年式海軍砲則配置在船側炮廓內。7門47（1.9英寸）口徑火砲中，2門裝設於司令塔上方，另外5門分別裝設於各個主砲塔頂部；船體水線下還裝有4組450（18英寸）魚雷管。
裝甲防護上，洛林號的主裝甲帶厚270（10.6英寸），主裝甲甲板厚40（1.6英寸）。主砲塔以300（11.8英寸）厚的裝甲保護，副砲塔與炮廓則以170（6.7英寸）厚的裝甲保護。另外，司令塔側面裝甲厚度為314（12.4英寸）。

## 服役歷程

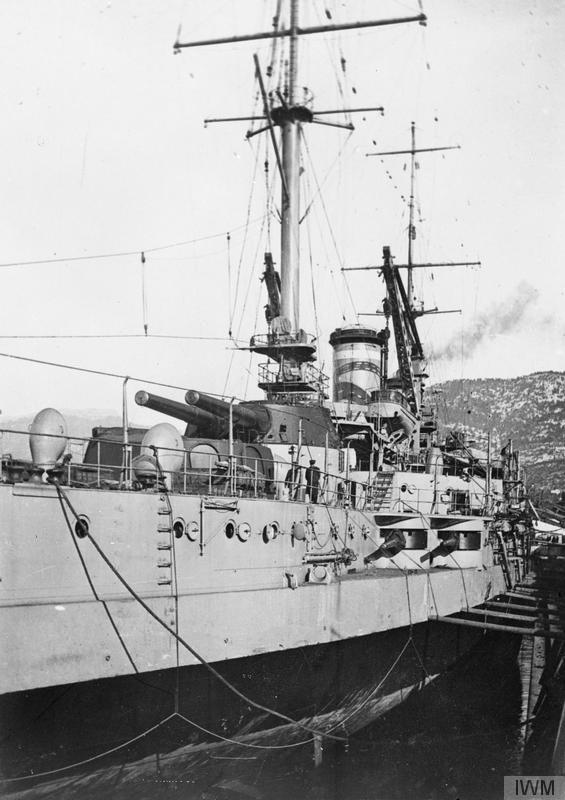
停靠於土倫乾塢的洛林號戰艦，攝於1916年12月。

### 第一次世界大戰期間
1912年7月15日，法國海軍向船廠下訂洛林號，以頂替先前因彈藥庫爆炸而毀掉的自由號戰列艦。1912年8月1日，洛林號於聖納澤爾彭霍特船塢與造船廠放置龍骨，並在1913年9月30日時下水。1916年3月10日，洛林號正式服役，並與其姊妹艦一同編入第1戰鬥分艦隊第1總隊。為防止奧匈帝國艦隊從亞得里亞海中突破，洛林號與其艦隊的大部分時間都駐防在科孚島。，而艦隊的到來也同時向希臘威嚇，避免希臘倒向協約國。由於奧匈帝國的艦隊在戰爭期間大多停靠在港內，使洛林號在戰爭中較無遭遇衝突；因而至戰爭後期，艦上一部分船員被調往操縱反潛戰載具。1917年，洛林號返回土倫大修，而這也是本艦在該年唯一一次的航行。

### 戰間期
1919年1月，洛林號前去科托護衛前奧匈帝國海軍船隻，協助遣返奧地利海軍人員，以及將預訂轉交的前奧匈海軍艦艇護送至法國與義大利，所有任務至1919年3月結束。法國海軍後來打算派遣洛林號與普羅旺斯號至黑海海域打擊布爾什維克起義，但因海軍官兵發動嘩變而作罷。1919年10月，洛林號與普羅旺斯號抵達君士坦丁堡，成為法國東地中海中分遣艦隊核心，至1921年7月才返回法國本土。1921年11月10日起，洛林號經歷第一次改裝，該工程直到1922年12月4日才結束。由於法國在一戰後財政陷入困境，海軍部門分配到的經費有限，使洛林號改裝結束後僅能暫時轉至後備役。1923年，洛林號再度服役，並被編入法國地中海艦隊第1戰鬥分艦隊。
1924年11月15日至1926年8月4日期間，洛林號經歷第二次改裝，接著在1929年9月17日至1931年6月6日期間經歷第三次改裝。改裝後的洛林號主砲射程有所增加，防空火力也得到加強，鍋爐同時更換為燃油型鍋爐。1935年9月18日至1935年9月20日期間，洛林號在布雷斯特經歷第四次次改裝，這次也是本艦在二戰前最後一次改裝；其船舯砲塔被移除，並設置一組飛機彈射器及三座飛機機庫，使本艦能搭載3架水上飛機。艦上原預計搭載古尔杜-勒瑟尔GL819型與波泰452型水上飛機，後來改為羅爾130型飛行艇。1936年，洛林號改編至法國大西洋分遣艦隊，至二戰爆發後才轉至法國西地中海分遣艦隊。

### 第二次世界大戰期間
第二次世界大戰爆發後，洛林號主要在西地中海執行勤務，並成為X艦隊旗艦，由海軍中將戈弗羅伊指揮。1939年12月4日，洛林號隨阿爾及利亞號、拉加利索尼埃號、馬賽曲號等3艘巡洋艦，以及數艘驅逐艦與潛艦一同前往卡薩布蘭卡海域，對侵略該海域的德國艦隊反擊。接著，洛林號將國內一部分儲備金條從本土運至百慕達。1940年1月1日，洛林號轉至第1分艦隊第2戰鬥總隊，隨後回到乾塢進行大修，直至同年4月才結束。
1940年4月27日，洛林號隨其同型艦一同前往亞歷山大港。6月10日，義大利正式向法國宣戰，其同型艦皆回到西地中海海域，僅剩洛林號1艘主力艦留在東地中海海域，與當地的英國4艘戰列艦及1艘航空母艦共組艦隊。6月20日至21日期間，洛林號與英國涅普頓號、俄里翁號、紐西蘭阿基里斯號等3艘輕巡洋艦共組英法特遣艦隊，於夜間向義大利巴迪亞執行對岸砲擊任務。此次作戰只造成義大利輕微損失，而這也是法國投降前最後一次與英國皇家海軍艦隊聯合作戰。
當法國於1940年投降後，法國駐亞歷山大港艦隊司令戈弗羅伊與英國地中海艦隊司令安德魯·康寧漢達成協議，同意駐紮在亞歷山大港的法國艦隊解除武裝，並在英國監控下拘留於港內，當中包括洛林號戰艦、4艘巡洋艦、以及3艘驅逐艦。1942年12月，拘留在該地的法國船員決定加入自由法國海軍，與同盟國一同作戰，洛林號與其它被拘留的船艦則轉而於自由法國海軍服役。1943年7月3日，洛林號離開蘇伊士，從東非出發前往達喀爾，中途順道停靠在開普頓。直至10月12日，洛林號才抵達達喀爾，並短暫地擔當訓練艦。12月2日，洛林號抵達奧蘭並進行大修。改裝後的洛林號將艦舯艦載機設施移除，並裝設8門75（3.0英寸）口徑火炮、14門40（1.6英寸）口徑火炮、25門20（0.79英寸）口徑火炮，加強本艦的防空火力。同一時間，艦上也安裝雷達設備。
大修後的洛林號剛好趕上聯軍在1944年8月預定執行的龍騎兵行動；8月15日，洛林號加入聯軍第86號特遣艦隊，執行海軍炮火支援任務，支援陸軍部隊兩棲登陸作戰。炮火支援任務持續至8月21日，在此期間，洛林號與美國內華達號一同重創駐紮在土倫周邊的德國防禦部隊，包括壓制340（13英寸）口徑岸防炮。9月1日至13日期間，洛林號在四艘巡洋艦及兩艘驅逐艦陪同下，向法國里維埃拉沿岸的德國防禦部隊砲擊，其砲擊目標在索斯佩勒與卡斯蒂永之間的德軍要塞，以及卡尔凯拉讷與聖特羅佩之間的德軍陣地。9月17日，洛林號結束砲擊任務並離開，但仍留在西地中海海域，直到1944年年底才前往樸茨茅斯進行短暫地整修，並於12月抵達瑟堡。
1945年3月底，洛林號離開瑟堡並參與可敬行動與石榴石行動（Operation Vermeille），這是本艦在二戰中最後一次作戰。法國海軍在此次戰役中，著重於消除孤立在吉倫特省的德軍勢力。4月14日至20日期間，洛林號與數艘巡洋艦及驅逐艦朝位於魯瓦揚的北吉倫（Girond-Nord）堡壘進行砲擊，以支援法國第10師與美國第66師的攻擊；當地德軍隨後於20日投降。戰爭結束後，洛林號先返回布雷斯特，再前往土倫。自1947年2月起，洛林號轉為砲術訓練艦，隨後改為兵營艦。1953年2月17日，洛林號正式從法國海軍除役，並於12月18日出售給法國拆船公司。1954年1月，洛林號於濱海拉塞訥布雷蓋永（Brégaillon）報廢拆解。

## 註解
1. ↑  該火炮原為普羅旺斯號戰列艦主砲，1943年7月11日時被軸心國人員從艦上轉移至土倫沿岸。[10]

## 註腳
1. 1 2 3 4 5 6  Smigielski 1985，第198頁.
2. 1 2  Whitley 1998，第41頁.
3. ↑  Dumas 1986，第83頁.
4. ↑  劉怡（2011年），第122页
5. ↑  Dumas 1986，第79頁.
6. 1 2 3 4  Whitley 1998，第42頁.
7. ↑  Halpern 2004，第19頁.
8. ↑  Whitley 1998，第42–43頁.
9. ↑  Whitley 1998，第43頁.
10. 1 2 3 4 5 6 7 8 9 10  Whitley 1998，第44頁.
11. ↑  Rohwer 2005，第10頁.
12. ↑  Rohwer 2005，第21頁.
13. ↑  Rohwer 2005，第27頁.
14. ↑  Rohwer 2005，第29頁.
15. ↑  Rohwer 2005，第32頁.
16. ↑  Rohwer 2005，第351頁.
17. ↑  Rohwer 2005，第354頁.
18. ↑  Rohwer 2005，第409頁.